# Cueza
Le Cueza est un cours d’eau espagnol d'une longueur de 52 km qui coule dans la communauté autonome de Castille-et-León.

## Source de la traduction
- (es) Cet article est partiellement ou en totalité issu de l’article de Wikipédia en espagnol intitulé « Río Cueza » (voir la liste des auteurs).